# Beinn Eunaich
Der Beinn Eunaich ist ein 989 m (3.245 ft) hoher Berg in den schottischen Highlands. Sein gälischer Name kann etwa mit Berg des Geflügels übersetzt werden. Der Berg liegt in der Council Area Argyll and Bute und ist als Munro und Marilyn eingestuft.

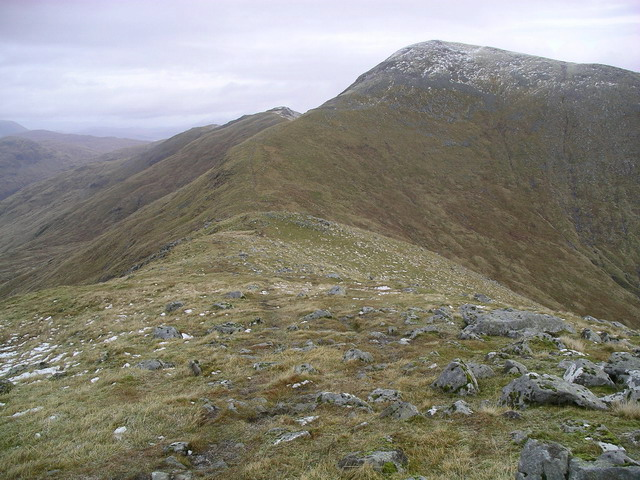
Blick vom Sattel zwischen Beinn a’ Chochuill und Beinn Eunaich zum Gipfel

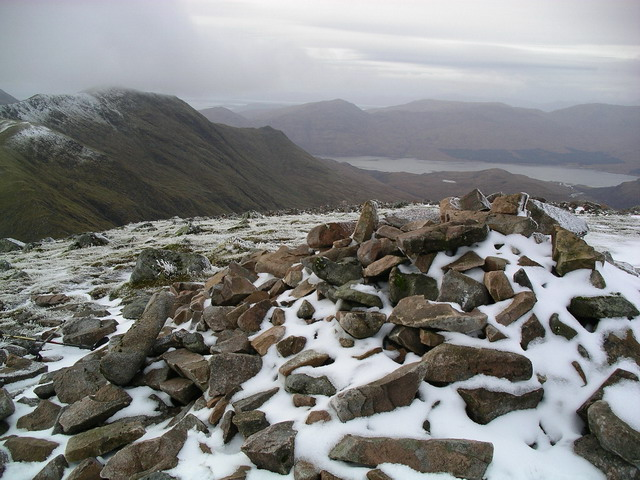
Blick vom Gipfel des Beinn Eunaich nach Nordwesten auf Loch Etive

Wie das südwestlich benachbarte Massiv des Ben Cruachan ragt der Beinn Eunaich markant über dem Nordufer von Loch Awe auf, jedoch im Vergleich etwas zurückgesetzt und durch das Tal des Allt Mhoille deutlich getrennt. Sein Gipfel stellt den östlichsten und zugleich höchsten Punkt eines Bergmassivs dar, das sich nördlich des Ben Cruachan zwischen Loch Etive und Loch Awe erstreckt. Nach Osten fällt der Berg steil in das Glen Strae ab, wie auf den anderen Seiten ebenfalls weitgehend mit grasbesetzten schrofigen Hängen ohne größere Felsstrukturen. Vom Gipfel aus weist der Beinn Eunaich vier ungefähr nach Westnordwest, Nordost, Südost und Südsüdwest verlaufende felsige Grate auf. Über den WNW-Grat und einen anschließenden Bealach ist ein Übergang zum benachbarten, ebenfalls als Munro eingestuften Beinn a’ Chochuill möglich.
Die meisten Munro-Bagger kombinieren eine Besteigung des Beinn Eunaich mit der des benachbarten Beinn a’ Chochuill. Ausgangspunkt ist die Brücke der von der nahen A85 abzweigenden B8077 über den Allt Mhoille in der Nähe der Castles Farm am Nordende von Loch Awe. Von dort verläuft der Zustieg zunächst im Tal des Allt Mhoille und dann steil ansteigend über den SSW-Grat zum Gipfel. Alternativ kann zunächst der Beinn a’ Chochuill bestiegen werden, von dort führt ein breiter Verbindungsgrat aus Richtung Westnordwest zum Gipfel des Beinn Eunaich. Anstiege von Norden aus Richtung Loch Etive und Glen Kinglass sind ebenfalls möglich, erfordern aber sehr lange und weglose Anmärsche durch Moor- und Heideland und eine Übernachtung in der Bothy Narrachan.